# ファチマの聖母少年の町
ファチマの聖母少年の町（英語: Madonna of Fatima Boys' Town）は、1955年（昭和30年）に神奈川県大和市に設立されたカトリック系(社会福祉法人聖母会)の児童養護施設で、正式名称は「聖母愛児園分園 ファチマの聖母少年の町」。この施設は、戦後の日本において、アメリカ人兵士と日本人女性との間に生まれた混血の孤児（男児）を保護・養育する目的で開設された。当時、混血児に対する社会的偏見が強く、彼らの生活環境は非常に厳しいものだった。運営資金は、本園が横浜市に措置費請求をしていた。本園を通じてGIベビーを受入、多くの子どもたちが社会へ巣立っていった。国際養子縁組で米国に移民する子どもたちもいた。

## 概要
施設の名称にある「ファチマの聖母」とは、1917年にポルトガルのファティマという町で3人の子供たちの前に出現したとされる聖母マリアのことを指す。この出来事は「ファティマの奇跡」として知られ、カトリック教会によって公認された宗教的な出来事です。日本の施設がこの名前を採用したのは、聖母マリアの慈愛と保護の象徴として、混血孤児たちに希望と安心を与える意図があったと考えられる。施設の運営にあたっては、当初、地元の学校への通学が難しかったため、子供たちは横浜市立元街小学校までバスで通学していた。その後、地域との交渉を経て、1960年（昭和35年）からは地元の大和市立林間小学校への通学が可能となった。最盛期には約60人の子供たちが共同生活を送り、教育や生活指導を受けていた。しかし、時代の変化とともに混血児への偏見が薄れ、社会的な支援体制も整ってきたことから、施設の役割は徐々に終息に向かった。1971年（昭和46年）3月、「ファチマの聖母少年の町」としての業務を終了し、その後、施設の土地と建物は市に売却され、社会福祉施設「松風園」として新たな役割を担うこととなった。
この施設は、戦後の日本社会における混血孤児の支援という重要な役割を果たし、カトリック教会（荒井勝三郎司教）の慈善活動の一環として、子供たちに安心と希望を提供してきた。その歴史は、今もなお多くの人々の記憶に残り、語り継がれている。

## 沿革
- 昭和28(1953)年12月　教皇より五万ドル、横浜のカトリック信者より九千ドルの寄付にて、大和町南林間に八千坪の土地を購入、346坪(収容人員9名)の建物の建築を準備。名称を横浜聖母愛児園分園、「ファチマの聖母少年の町」とした。
- 昭和29(1954)年8月　定礎式(荒井勝三郎司教司式)、建築着工。
- 昭和30(1955)年2月　子供達34名横浜聖母愛児園より少年の町に移る。
- 昭和30(1955)年3月  落成式(荒井勝三郎司教司式)、フルステンベルグ教皇大使、内山神奈川県知事、八木大和町長、外国人、日本人約千名、子供達34名出席。
- 昭和30(1955)年4月　9名の子供が横浜市立元街小学校入学。大和町の地元住民、学校の反対により、林間小学校へ入学かなわず、横浜市立元街小学校ヘスクールバスにて通学(以後 5年間続く。)
- 昭和35(1960)年4月　4名の子供が本園より入園、大和市立林間小学校に入学。三期生から七期生まで33名が地元大和市立林間小学校への転校が許可され、横浜へのバス通学が打ち切られた。
- 昭和38(1963)年12月　アフターケアー施設聖ヨゼフ寮工事着工。
- 昭和39(1964)年5月  聖ヨゼフ寮落成式(荒井勝三郎司教司式)
- 昭和44(1969)年9月　財団法人大和市公共土地公社に土地六、七九三坪、本館、職員宿舎、売却契約が成立。 9月　 聖ヨゼフ寮、隣接の土地に移設工事着工。
- 昭和44(1969)年12月　聖ヨゼフ寮移設工事完了、引越し。
- 昭和46(1971)年3月　横浜聖母愛児園分園「ファチマの聖母少年の町」としての一切の事務終了。以後は、アフターケアー施設ヨゼフ寮として存続。

## 関連記事とレポート
・混血児収容施設分園設置について 大和市史 1954年3月29日 出典：大和市史第6巻 資料編 近現代 下 保存記録：国立国会図書館

・大和町「混血孤児収容施設」設置に関する反対陳情 大和市議会史資料編2 1954年6月10日 保存記録：国立国会図書館

・混血少年の町 誕生 日経新聞 1955年3月5日 保存記録：国立国会図書館

・混血児に冷たい春 東京中日新聞 1960年3月29日 保存記録：国立国会図書館

・混血児をしめだせの実態 週刊現代 1960年4月17日 保存記録：国立国会図書館

・混血児らにやっと春 二女教師が親がわり 大和の林間小 一般児童と一緒に勉強 神奈川新聞 1960年4月25日 保存：国立国会図書館

・日本最強の混血野球チーム 週刊公論 1960年4月26日 保存記録：国立国会図書館

・取り除かれた「教育の壁 大和市の混血児入学拒否事件 うまくいった混血児共学 大和市 学校・学生 朝日新聞 1960年4月30日 保存記録：東京大学附属図書館

・混血孤児の就職はご免だ！ 週刊現代 1960年5月1日 保存記録：国立国会図書館

・ボクは日本人なの 週刊平凡 1960年5月4日 保存記録：国立国会図書館

・環境による学力低下、混血児教育の問題点、林間小先生らの苦心 神奈川新聞 1960年5月5日

・ルポ 混血児 アサヒグラフ 1960年5月15日 保存記録：国立国会図書館

・強く生きよ混血の子ら 高校進学 1960年7月1日 ア保存記録：国立国会図書館

・人種差別 この悲しき鞭に泣く混血児たち マドモアゼル 1960年7月1日 保存記録：国立国会図書館

・少年の町の子どもたち 総合教育技術 1960年7月1日 保存記録：国立国会図書館

・うまくいった混血児共学 大和市 学校・学生 朝日新聞 1960年7月8日 保存記録：東京大学附属図書館

・あれから十五年 混血児たちにも太陽がいっぱい 週刊明星 1960年8月21日 保存記録：国立国会図書館

・特殊学級も解散、林間小の混血児、みんなと仲よく勉強 神奈川新聞 1960年10月12日 保存記録：国立国会図書館

・NHK婦人学級のグループを訪ねて 放送文化 1960年11月1日 保存記録：国立国会図書館

・みんな元気づけられて、ボーイズタウンの混血児たち、勉強も普通学級で 神奈川新聞』 1961年3月23日 保存：国立国会図書館

・複雑な混血児の就職戦線、来年は中学卒業へ 神奈川新聞 1961年8月1日 保存記録：国立国会図書館

・16歳になった基地19 混血児 社会に出る最年長者、1時の1_3に減ったが 読売新聞  1961年9月22日 保存記録：国立国会図書館

・16歳になった基地19 混血児 愛に飢える子ら、目立つ施設と家庭の差読売新聞 1961年9月26日 保存記録：国立国会図書館

・16歳になった基地19 混血児 劣等生が80点となる、救いは善意と理解だけ 読売新聞 1961年9月28日 保存記録：国立国会図書館

・みんな同じ人間なんだ 女性自身 1962年2月26日 保存記録：国立国会図書館

・日本の混血児　就職　縁故だけに頼る　堅実な求人は少ない 就職 朝日新聞 1962年5月12日 保存記録：東京大学附属図書館

・混血児の就職をめぐる明暗 女学生の友 1962年6月1日 保存記録：国立国会図書館

・ここに光あれ！ 中学生の友 1962年8月1日 保存記録：国立国会図書館

・ここでも戦後終る ファチマの聖母少年の町、新使命へ縮小 1970年2月1日 保存記録：国立国会図書館

・福祉施設で再出発　使命果した「少年の町」 都外 朝日新聞 1970年4月9日 保存記録：東京大学附属図書館 

・片翼のエンジェル 週刊金曜日 2023年3月10日 保存記録：国立国会図書館

## 関連報道
- 「ぼくらは“戦友”だった〜ボーイズ・タウンの子どもたち〜」ハートネットTV NHK 2021年8月9日放送
- 「ずっと、探し続けて～“混血孤児”とよばれた子どもたち～」ETV特集　NHK　2021年11月27日放送
- 差別と偏見のはざまで戦争が生んだ子どもたち　ABCテレビドキュメンタリースペシャル　2022年3月19日放送
- BS1スペシャル FIND MY LIFE ―戦後78年目のGIベビーたち― 2023年9月17日放送
- [戦後79年]占領軍兵士を父に持つ「混血孤児」と呼ばれた子どもたち　テレビ神奈川　2024年8月15日放送

## 関連書籍
- 山崎洋子「女たちのアンダーグラウンド」　亜紀書房、2019年、ISBN 9784750515816
- 日本カトリック社会事業史研究 田代菊雄 法律文化社  1989 168p ISBN 4-589-01494-7